# 状元易祓墓
状元易祓墓坐落在湖南省长沙市宁乡市巷子口镇屏山。

## 概述
易祓，南宋著名文学家、诗人、哲学家。被封为“宁乡县开国侯”，生前支持抗金，谥号文昌。葬于巷子口镇屏山。

## 建筑
易祓墓的石料为花岗岩，有石人、石马、石羊、石虎、石柱。